# Westerburg
Westerburg (ou anciennement Vesterbourg en français) est une ville et chef-lieu du Verbandsgemeinde de Westerburg, dans l'arrondissement de Westerwald, en Rhénanie-Palatinat, dans l'ouest de l'Allemagne.

## Jumelages
- Daventry, Northamptonshire, Angleterre, Royaume-Uni
- Le Cateau-Cambrésis, Nord, France
- Nowa Wieś Wielka, Couïavie-Poméranie, Pologne
- Złotoryja, Voïvodie de Basse-Silésie, Pologne